# 多藤省徳
多藤 省徳（たとう せいとく、1916年 - ）は、日本の実業家。生涯を捕鯨の発展に捧げた。鯨類研究所の大村秀雄は多藤を「捕鯨の大家」と賞賛した。
宮城県古川市（現大崎市）出身。旧制古川中学（宮城県古川高等学校）、1939年に函館高等水産学校（北海道大学の前身校の一つ）を卒業し極洋捕鯨に入社。小笠原捕鯨、北洋捕鯨、南氷洋捕鯨などに尽力。1961年の国際捕鯨オリンピックでは船団長として船団を率いた。その後、同社取締役、常務取締役、専務取締役、1976年には取締役副社長を歴任した。

## 略歴
- 宮城県古川高等学校卒業
- 1939年 - 函館高等水産学校卒業
- 1939年 - 極洋捕鯨入社。
- 1964年 - 取締役
- 1970年 - 常務取締役
- 1973年 - 専務取締役
- 1976年 - 取締役副社長就任

## 著書
- 「捕鯨の歴史と資料」1985年6月 水產社刊